# Colquencha (gemeente)
Colquencha is een gemeente (municipio) in de Boliviaanse provincie Aroma in het departement La Paz. De gemeente telt naar schatting 10.516 inwoners (2018). De hoofdplaats is Colquencha.